# Hans Leffer
Die Stahl- und Apparatebau Hans Leffer GmbH & Co. KG mit Sitz in Saarbrücken, Stadtteil Dudweiler, ist ein im Jahr 1946 gegründetes Unternehmen.

## Basisdaten
Leffer beschäftigte im Jahr 2011 insgesamt 573 Mitarbeiter.  Der Umsatz für das Jahr 2011 belief sich auf 111 Millionen Euro.
Das Unternehmen ist in folgenden Branchen aktiv:
- Apparatebau
- Maschinenbau
- Gasbehälterbau
- Stahlbau